# Международный день цыган
«Междунаро́дный день цыга́н» — интернациональный праздник, который отмечают цыгане по всему миру ежегодно 8 апреля.
Цыгане являются носителями культурного наследия, для сохранения которого 8 апреля 1971 года в Лондоне состоялся Первый конгресс цыган, на котором присутствовали цыганские делегаты из тридцати государств планеты. В том же году в английской столице был создан Международный союз цыган. Главными итогами Первого всемирного цыганского конгресса стало признание себя цыганами мира единой нетерриториальной нацией и принятие цыганских национальных символов: флага и гимна. День начала I всемирного цыганского конгресса, день самоопределения нации, день цыганского флага и день цыганского гимна — всё это может по праву отмечаться 8 апреля, но Международный союз цыган решил объединить все эти даты под единым названием — «День цыган».
«Международный день цыган» — событие не только для самих цыган, но и для почитателей цыганской культуры, ведь в этот день, по всему миру проходят всевозможные концерты, презентации, фестивали.